# Dicranophorus difflugiarum
Dicranophorus difflugiarum is een raderdiertjessoort uit de familie Dicranophoridae. De wetenschappelijke naam van deze soort is voor het eerst geldig gepubliceerd in 1914 door Penard.